# Conflans-sur-Loing
Conflans-sur-Loing è un comune francese di 385 abitanti situato nel dipartimento del Loiret nella regione del Centro-Valle della Loira.

## Società

### Evoluzione demografica
Abitanti censiti